# Breedschubmier
De breedschubmier (Lasius sabularum) is een mierensoort uit de onderfamilie van de schubmieren (Formicinae). De wetenschappelijke naam van de soort is voor het eerst geldig gepubliceerd in 1918 door Bondroit.